# 55 Batalion Remontowy
55 Batalion Remontowy (55 brem) – jednostka wojskowa dyslokowana w Opolu, wchodząca w skład 10 Brygady Logistycznej.

## Formowanie i zadania
55 batalion remontowy został sformowany na podstawie Zarządzenia Nr 0257/Org/P-5 Szef Sztabu Generalnego WP z dnia 20 czerwca 2001 oraz wykonawczego Rozkazu Dowódcy Śląskiego Okręgu Wojskowego Nr PF-36/Org z dnia 24 sierpnia 2001. 55 brem formowano na bazie 8 Rejonowych Warsztatów Technicznych z dniem 1 stycznia 2002, proces formowania batalionu trwał już jednak od drugiej połowy 2001 w Opolu przy ul. Domańskiego. Jednostka była podporządkowana pod Śląski Okręg Wojskowy, a od 31 sierpnia 2010 podległa pod 10 Brygadę Logistyczną. Głównymi zadaniami 55 brem jest działalność remontowa, która obejmuje swoim zakresem działań remonty konserwacyjne samochodów ciężarowo-terenowych, bojowych wozów piechoty BWP-1, pływających transporterów samobieżnych, remonty bieżące i obsługa samochodów Star 944, podwozia samochodów Jelcz i pojazdów HMMWV, Honker i Land Rover, może również wykonywać remonty i obsługi KTO Rosomak. Jednostka mając łączną powierzchnię hal remontowych około 3.700 m², w tym 23 stanowisk kanałowych, 8 stanowisk bez kanałów, 145 stanowisk roboczych - swoim zasięgiem obejmuje jednostki wojskowe stacjonujące na terenie województw: opolskiego, śląskie i dolnośląskiego.

## Tradycje
Spadkobiercy
55 batalion remontowy jest spadkobiercą tradycji jednostek remontowych utworzonych przy 10 Dywizji Piechoty w 1944 roku:
- 160 Ruchomy Warsztat Naprawy Czołgów,
- 9 Ruchomy Warsztat Naprawy Samochodów,
- 8 Dywizyjny Warsztat Uzbrojenia,

55 Batalion Remontowy dziedziczy i kultywuje tradycje:
- 10 Batalion Remontowy
- 8 Rejonowe Warsztaty Techniczne

 Święto 
Doroczne święto batalion obchodzi 28 czerwca. 
 Odznaka, oznaka
Decyzją Ministra Obrony Narodowej nr 429/MON z dnia 27 grudnia 2005r (Dz. Urz. MON z 2005r., Nr 24,poz. 236) wprowadzono odznakę pamiątkową 55 batalionu remontowego. Odznaka dwuczęściowa o wymiarach 40x45 mm ma kształt tarczy rycerskiej wzorowanej na tarczach Piastów Opolskich. Odznaka kolorystyką nawiązuje między innymi do Wojsk Lądowych (kolor zielony), regionu w którym stacjonuje batalion remontowy (barwy miasta Opola – żółty i niebieski) oraz barw narodowych (biel i czerwień). 
Decyzją Ministra Obrony Narodowej nr 429/MON z dnia 27 grudnia 2005r (Dz. Urz. MON z 2005r., Nr 24,poz. 236) wprowadzono oznakę rozpoznawczą 55 batalionu remontowego. Oznaka rozpoznawcza 55 batalionu remontowego ma kształt tarczy rycerskiej wzorowanej na tarczy Piastów Opolskich z XV wieku (zwornik z sali książęcej ratusza opolskiego – znajdujący się w Muzeum Śląska Opolskiego) i mieści się w prostokącie o wymiarach 70 mm x 59 mm. Wzdłuż pionowej osi tarczy przeprowadzony jest podział kolorów z lewej żółty, z prawej niebieski – barwy miasta Opola, w którym stacjonuje batalion remontowy stykające się w sposób naturalny, nie rozdzielone linią.

Chorągiew Wojska Polskiego
25 czerwca 2021 podczas obchodów święta brem jednostce wręczono Chorągiew Wojska Polskiego.
Chorągiew została która została poświęcona przez kapelana Garnizonu Opole księdza kapitana Radosława Mazura, a następnie przekazana przez dowódcę 10 Opolskiej Brygady Logistycznej pułkownika Macieja Siudaka dla pełniącego obowiązki dowódcy batalionu mjr. Pawła Gacy.

## Zadania
Podstawowe zadania:
- remonty konserwacyjne,
- remonty bieżące i obsługiwania pojazdów mechanicznych,
- remonty bieżące i obsługiwania pojazdów mechanicznych,
- naprawy kontenerów transportowych,
- naprawy silników samochodowych,
- przeglądy i obsługiwania techniczne, remonty bieżące urządzeń dźwigowych poddozorowych oraz urządzeń warsztatowych,
- kontrola metrologiczna przyrządów pomiarowych II i III grupy metrologicznej,
- naprawa i legalizacja wytwornic acetylenowo - tlenowych, legalizacja butli powietrznych i ppoż., napełnianie butli czynnikiem gaśniczym,
- regeneracja zespołów i części zamiennych (pompy wtryskowe, prądnice, rozruszniki, wały korbowe, wytaczanie, honowanie tulei cylindrów).
- remonty bieżące i obsługi techniczne sprzętu uzbrojenia,
- remonty bieżące sprzętu łączności,
- remonty średnie, konserwacyjne i bieżące oraz legalizacje sprzętu RW,
- wykonywanie badań diagnostycznych samochodów (rodzaju A, B, C, CC, D, T, E z rozszerzeniem o badania b,d,e).
- diagnostyka systemu ASS CHERDES I i II i obsługiwanie jego elementów składowych z podłączeniem jednocześnie detektorów bojowych środków trujących GID-3 oraz radiometru DPO[8].

## Struktura organizacyjna[9]
- dowództwo
- sztab
  - sekcja personalna S-1
  - sekcja operacyjna S-3
  - sekcja logistyki S-4
- sekcja wychowawcza
- pion ochrony informacji niejawnych

- pluton dowodzenia
- sekcja kontroli technicznej

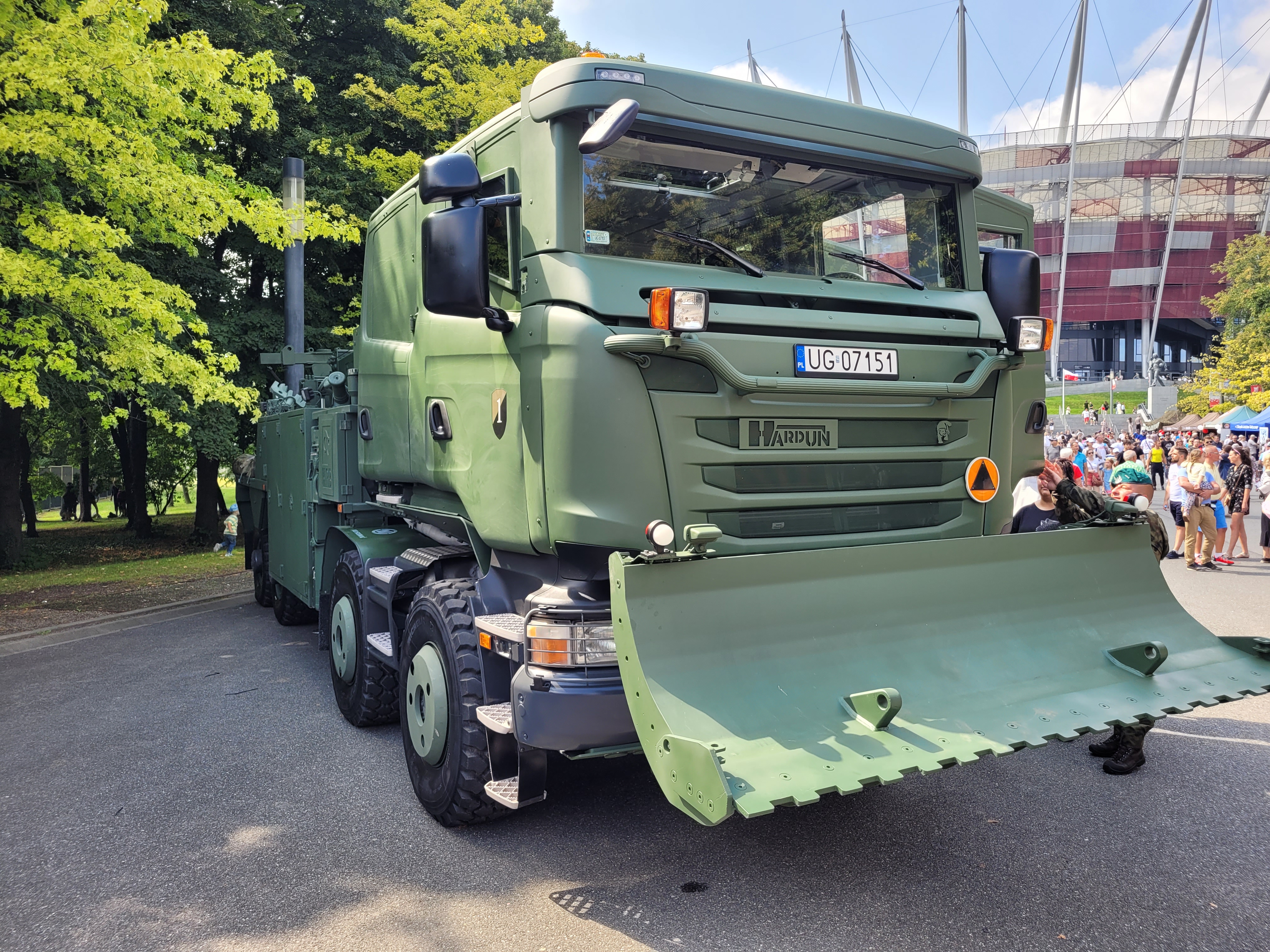
Scania CB 8X8 EHZ Hardun jest na wyposażeniu plutonu ewakuacji 2 kompanii remontowej 55 brem.

- kompania remontu pojazdów gąsienicowych
- kompania remontu pojazdów kołowych
- kompania remontu uzbrojenia
- kompania remontowa
- kompania ewakuacyjna
- pluton robót specjalnych
- pluton logistyczny
- zespół zabezpieczenia medycznego

## Dowódcy
W latach 2001 do 2024 dowódcy batalionu:
- ppłk Mirosław Bryła (2001–2007)
- ppłk Andrzej Rakowski (2007–2020)
- cz. p.o. mjr Paweł Gaca (2020–2021)
- ppłk Marian Brandt (2021–obecnie)